# R/V Oscar von Sydow
R/V Oscar von Sydow var ett svenskt havsforskningsfartyg, som tillhörde Sven Lovén centrum för marin infrastruktur i Fiskebäckskil.
R/V Oscar von Sydow är utrustad för havsforskning och undervisning för inomskärs dagsturer med upp till 15 personer ombord.
Fartyget är namngivet efter Oscar von Sydow.